# VIA CoreFusion

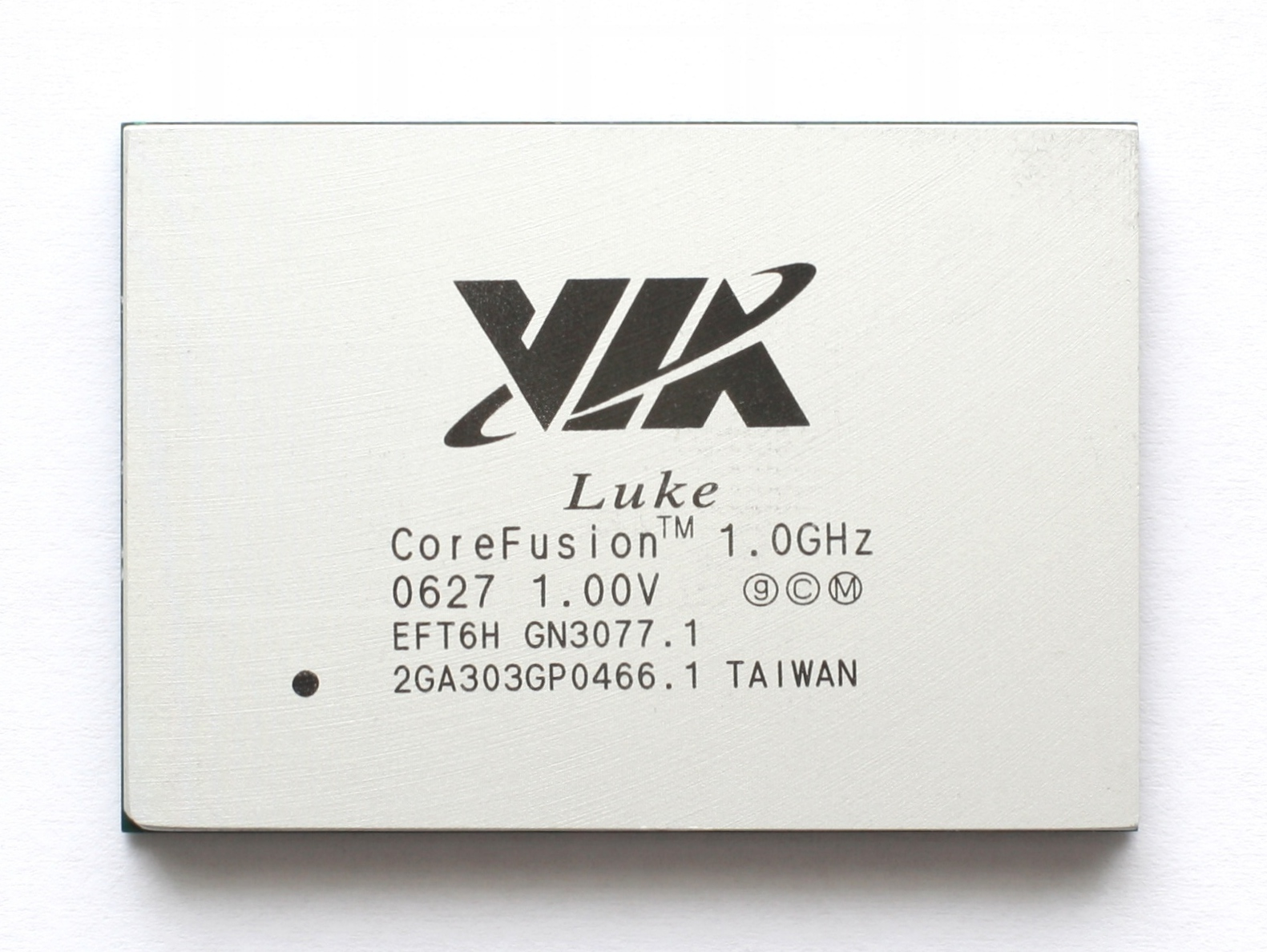
VIA Luke

VIA CoreFusion (укр. Сукупність ядер) — мікропроцесор, розроблений тайванською компанією VIA Technologies. VIA CoreFusion поєднує в собі ядро процесора VIA Nehemiah та північний міст з інтегрованою графікою. Платформа «Corefusion» доступна у трьох конфігураціях: «Mark», «Luke» та «John».
Процесори VIA CoreFusion призначені для використання в мультимедійній побутовій техніці, у бортових комп'ютерах автомобілів, в тонких клієнтах та інших областях, де потрібне низьке енергоспоживання.

## Характеристики
| Платформа | Діапазон тактової частоти | Архітектура ядра | Кеш (L1/L2/L3) | Інтегрована графічна система | Підтримка пам'яті   | Енергоспоживання (TDP) | Технологія виробництва | Конструкція та лінійний розмір |
| --------- | ------------------------- | ---------------- | -------------- | ---------------------------- | ------------------- | ---------------------- | ---------------------- | ------------------------------ |
| VIA Mark  | 533/800 МГц               | 'Nehemiah'       | 128 КБ/64 КБ/- | S3 Graphics ProSavage4       | SDR 133 МГц         | 6/8 Вт                 | 130 нм                 | HSBGA/41x57 мм                 |
| VIA Luke  | 533/800/1000 МГц          | 'Nehemiah'       | 128 КБ/64 КБ/- | VIA UniChrome™ Pro           | DDR 266/333/400 МГц | 6/8/10 Вт              | 130 нм                 | HSBGA/37x53 мм                 |